# ECW One Night Stand (2006)
 (mars 2022).
ECW One Night Stand 2006 est un ancien Pay-per-view de catch de la World Wrestling Entertainment. Il s'est déroulé le 11 juin 2006 au Hammerstein Ballroom de New York. 
- Tazz def. Jerry Lawler (0:35)
  - Lawler a abandonné sur la Tazzmission.
  - Tazz a catché et commenté dans la même soirée.
- Kurt Angle def. Randy Orton (15:07)
  - Angle a fait abandonner Orton sur le Ankle Lock.
- The F.B.I. (Little Guido et Tony Mamaluke) (w/Big Guido) def. Tajiri et Super Crazy (12:24)
  - Guido a effectué le tombé sur Tajiri après un Double Fisherman's Brainbuster.
  - Après le match, The Big Show venait sur le ring et attaquait tous les catcheurs sur le ring.
- World Heavyweight Champion Rey Mysterio vs Sabu (double KO) (9:10)
  - Dr. Ferdinand Rios venait au secours des deux lutteurs et demandait d'arrêter le match alors que Sabu avait porté sur Mysterio un Triple Jump DDT à travers une table au sol, rendant les deux hommes inconscients, Mysterio conservait le titre.
- Edge, Mick Foley, et Lita def. Terry Funk, Tommy Dreamer et Beulah McGillicutty dans un match Hardcore mixte (18:45)
  - Edge a effectué le tombé sur McGillicutty après un Spear.
  - La stipulation du match a été changée avant le début de celui-ci. McGillicutty en a changé la stipulation en montant sur le ring et en frappant Lita.
  - Pendant le match, Funk était raccompagné dans les vestiaires après que Foley lui a donné un coup de bâton de baseball barbelé dans un œil.
- Balls Mahoney def. Masato Tanaka dans un Extreme Rules Match (5:03)
  - Mahoney a effectué le tombé sur Tanaka après l'avoir frappé avec une chaise.
- Rob Van Dam def. John Cena pour remporter le WWE Championship (20:40)
  - Van Dam a effectué le tombé sur Cena après un Spear à travers une table de Edge et un Five-Star Frog Splash de Van Dam. Paul Heyman venait faire le compte de trois alors que l'arbitre officiel était KO.
  - Ce match a été organisé car RVD encaissait son Money in the Bank lui donnant droit à une chance au titre.
  - Les fans de la ECW affichait des pancartes déclarant que si Cena gagnait, ils déclencheraient une émeute.
  - Cena a lancé plusieurs fois son tee-shirt. À chaque fois, il est revenu.
  - Il s'agit d'un des matchs où John Cena a été le plus hué par les fans de la ECW.